# César y Cleopatra (película)
Caesar and Cleopatra  (César y Cleopatra), es una película británica de 1945 rodada en Technicolor, dirigida por Gabriel Pascal y protagonizada por Claude Rains y Vivien Leigh. Es una adaptación de la obra teatral de George Bernard Shaw César y Cleopatra (1901).
Fue producida por Independent Producers y Pascal Film Productions y distribuida por Eagle-Lion Distributors en el Reino Unido y por United Artists en Estados Unidos. La película fue un fracaso comercial, aunque John Bryan fue nominado a los Premios Óscar al mejor diseño de producción.

## Argumento
Un envejecido Julio César toma posesión de la capital egipcia, Alejandría, y trata de resolver una disputa entre la joven princesa Cleopatra y su hermano menor Ptolomeo. Durante las resultantes intrigas, a veces sangrientas, de la corte, César desarrolla una relación especial con Cleopatra, y le enseña cómo usar su poder real.

## Reparto
- Claude Rains como Julio César, romano conquistador de Egipto.
- Vivien Leigh como Cleopatra, joven reina de Egipto.
- Stewart Granger como Apolodoro, patricio amante de las artes y seguidor fiel de la reina.
- Flora Robson como Ftatateeta, cuidadora de Cleopatra.
- Francis L. Sullivan como Potino, cortesano egipcio, tutor y guardián de Ptolomeo.
- Basil Sydney como Rufio, general romano.
- Cecil Parker como Britannus, esclavo britano de César.
- Stanley Holloway como Belzanor.
- Raymond Lovell como Lucius Septimus, soldado romano.
- Ernest Thesiger como Teodoto, sabio griego.
- Anthony Harvey como Ptolomeo.
- Leo Genn como portador de malas noticias.
- Jean Simmons como harpista.
- Michael Rennie como centurión.
- Ronald Shiner como segundo mozo.
- Roger Moore como extra (no aparece en los créditos).

## Producción
Filmada en Technicolor con lujosos escenarios, la producción fue catalogada como la película más cara jamás producida en Gran Bretaña en ese momento, con un coste de producción de 1 278 000 £.
Pascal ordenó traer arena de Egipto para obtener el color cinematográfico correcto. La producción también se encontró con retrasos debidos a haberse filmado durante la Segunda Guerra Mundial. Durante el rodaje de la película, Vivien Leigh tuvo un tropiezo y abortó.
Fue la primera película de una obra de Shaw en color, y la última versión cinematográfica de una de sus obras durante su vida, aunque tras la muerte de Shaw en 1950, Pascal produjo una película más basada en un trabajo del dramaturgo, Androcles y el león (1952).

## Recepción
Fue mal recibida por los críticos británicos, aunque las críticas estadounidenses fueron más amigables; en Estados Unidos ganó 1 363 371 $, lo que por entonces la convirtió en una de las películas británicas más taquilleras. Sin embargo no alcanzó las expectativas iniciales. Costó tres veces su presupuesto original y fue calificada como «el mayor fracaso financiero de la historia del cine británico», y casi terminó con la carrera de Pascal. Variety estimó que la producción perdió tres millones de dólares con la película.
Shaw pensó que su suntuosidad anulaba el drama, y consideró que la película era «una mala imitación de Cecil B. DeMille».